# Zmarli w roku 1833
Lista osób zmarłych w 1833:

## styczeń 1833
- 10 stycznia – Adrien-Marie Legendre, matematyk francuski[1]
- 23 stycznia – Edward Pellew, brytyjski oficer Royal Navy[2]

## kwiecień 1833
- 22 kwietnia – Richard Trevithick, brytyjski inżynier i wynalazca, mechanik i konstruktor, pionier kolei[3]

## lipiec 1833
- 5 lipca – Joseph Nicéphore Niépce, francuski fizyk, współwynalazca dagerotypii[4]
- 26 lipca – Bartłomieja Capitanio, współzałożycielka Suore di Maria Bambina, święta katolicka[5]

## sierpień 1833
- 22 sierpnia - Ludwik Wilhelm Pusch, śląsko-niemiecki architekt związany z pszczyńskim państwem stanowym[6]

## wrzesień 1833
- 20 września – Stefan Garczyński, polski poeta, powstaniec listopadowy[7]

## październik 1833
- 11 października – Piotr Lê Tuỳ, wietnamski ksiądz, męczennik, święty katolicki[8]
- 17 października – Franciszek Gagelin, francuski misjonarz, męczennik, święty katolicki[9]
- 23 października – Paweł Tống Viết Bường, wietnamski męczennik, święty katolicki[10]